# Château de Montgilbert
Pour les articles homonymes, voir Montgilbert (homonymie).
Le château de Montgilbert est un château fort en ruines situé à Ferrières-sur-Sichon, en France.

## Localisation
Le château est situé à 565 m d'altitude au nord-ouest de la commune de Ferrières-sur-Sichon, sur un mamelon au nord du hameau de Recost, à 25 km au sud-est de Vichy, dans le département de l'Allier en région Auvergne-Rhône-Alpes.

## Description
Bâti au XIIIe siècle, le château de Montgilbert est situé au sommet d'une butte rocheuse dans l'un des méandres du Vareille, un ruisseau alimentant le Sichon, petit affluent de l’Allier.
Il est composé de deux enceintes :
- L’enceinte extérieure, adaptée au terrain, renforce la défense (tours, archères) à l'ouest et au sud, du côté de la plus faible pente et délimite une basse-cour où vivaient les serviteurs. Cette enceinte a été remaniée au XVe siècle pour l'adapter à l'artillerie naissante : des canonnières, un bastion aux murs épais condamnant l'entrée d'origine trop exposée.

- L'enceinte haute, de plan carré, comporte des tours rondes aux angles, où se voient encore de belles voûtes (chapelle), et comportait des tours carrées au centre des courtines qui ont pour la plupart disparues. Cette enceinte était couronnée d'un chemin de ronde.

Une porte avec herse, encadrée de deux châtelets d'entrée, donne accès à la cour haute où se trouvaient le logis seigneurial avec la salle d'apparat, les communs avec la cuisine et sa grande cheminée, ainsi que de nombreuses réserves : citerne pour l'eau, silo pour le blé et caves sous les logis avec leur escalier d'accès. Une galerie couverte longeait les bâtiments du côté de la cour haute.
À partir du XVe siècle, ces bâtiments sont modifiés pour les rendre plus confortables : ouverture de fenêtres, pose d’enduits muraux, construction d’une rampe d'accès à la poterne située dans le logis seigneurial.
Le château est ensuite délaissé, des salles abandonnées, des fenêtres murées, jusqu'à l'abandon complet à la fin du XVIIIe siècle, peu avant la Révolution.

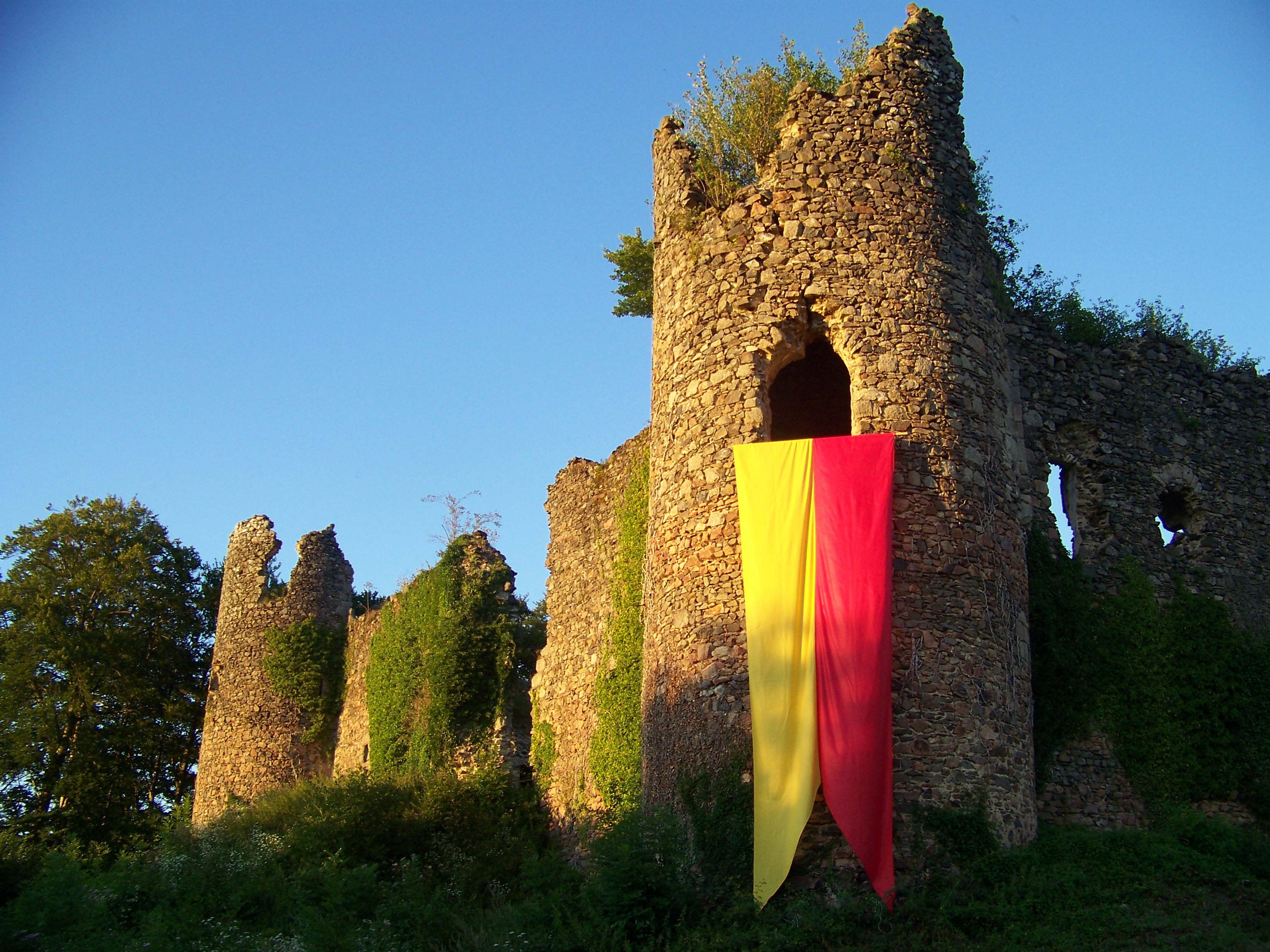
Courtine ouest.
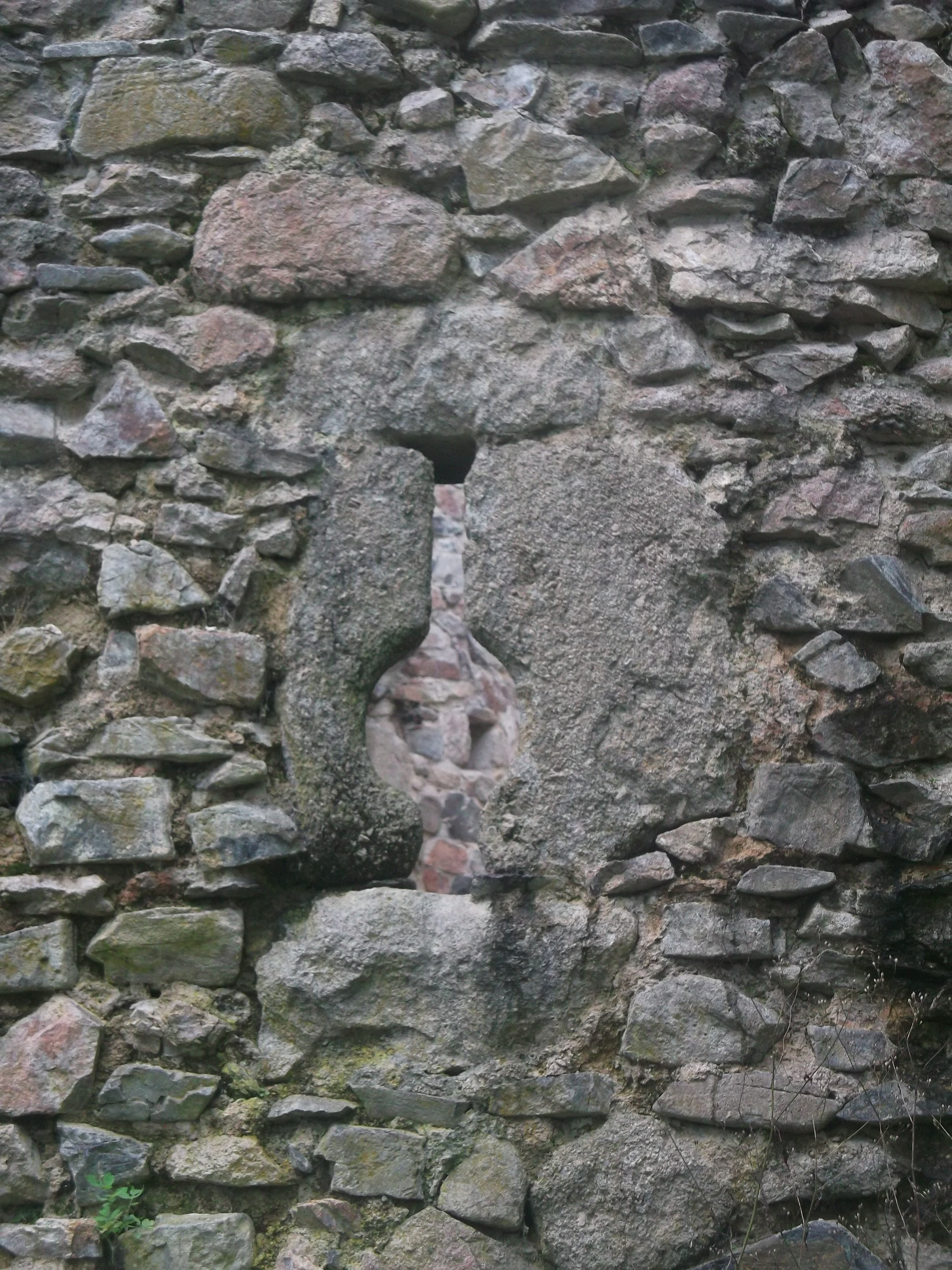
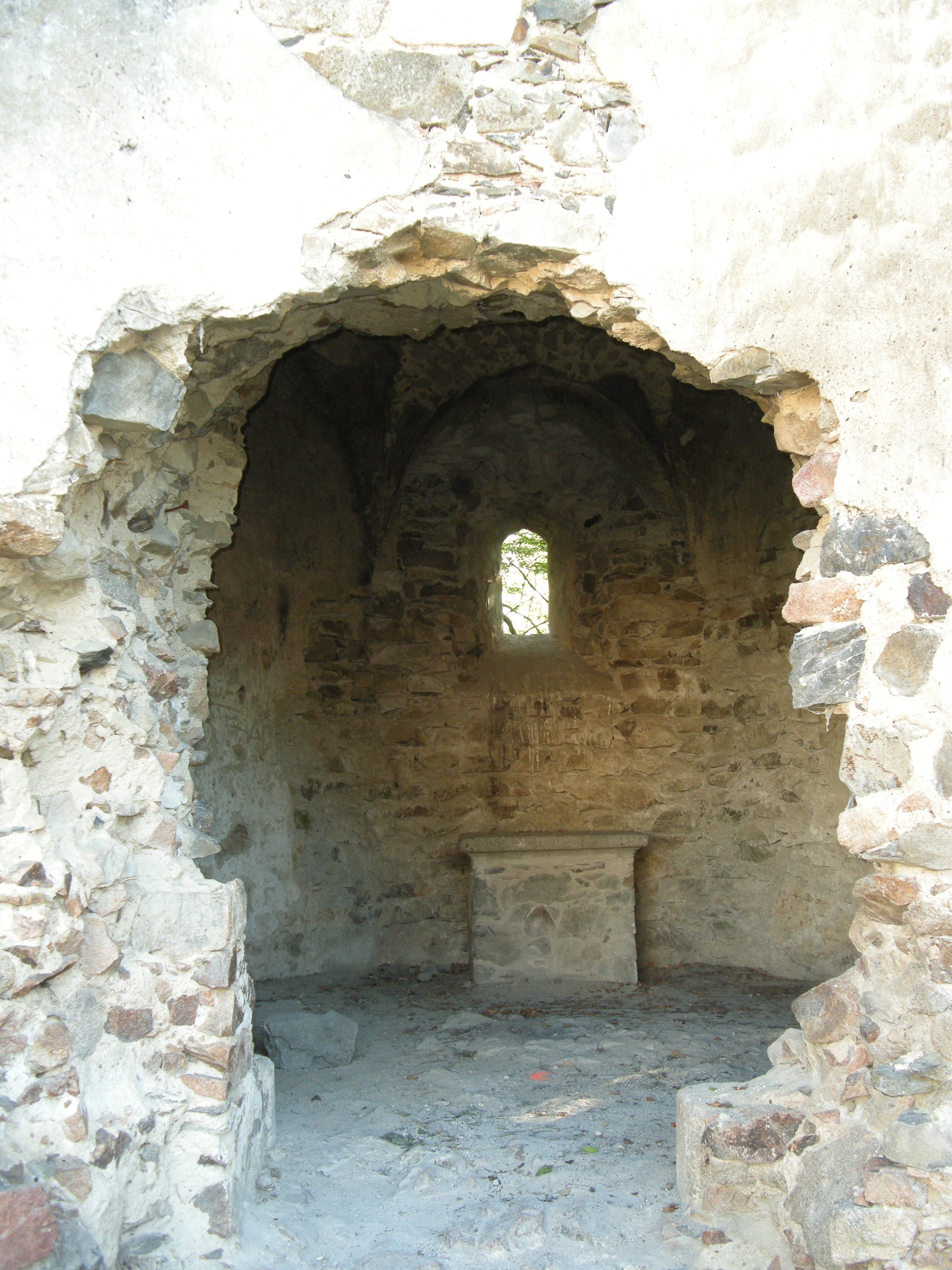
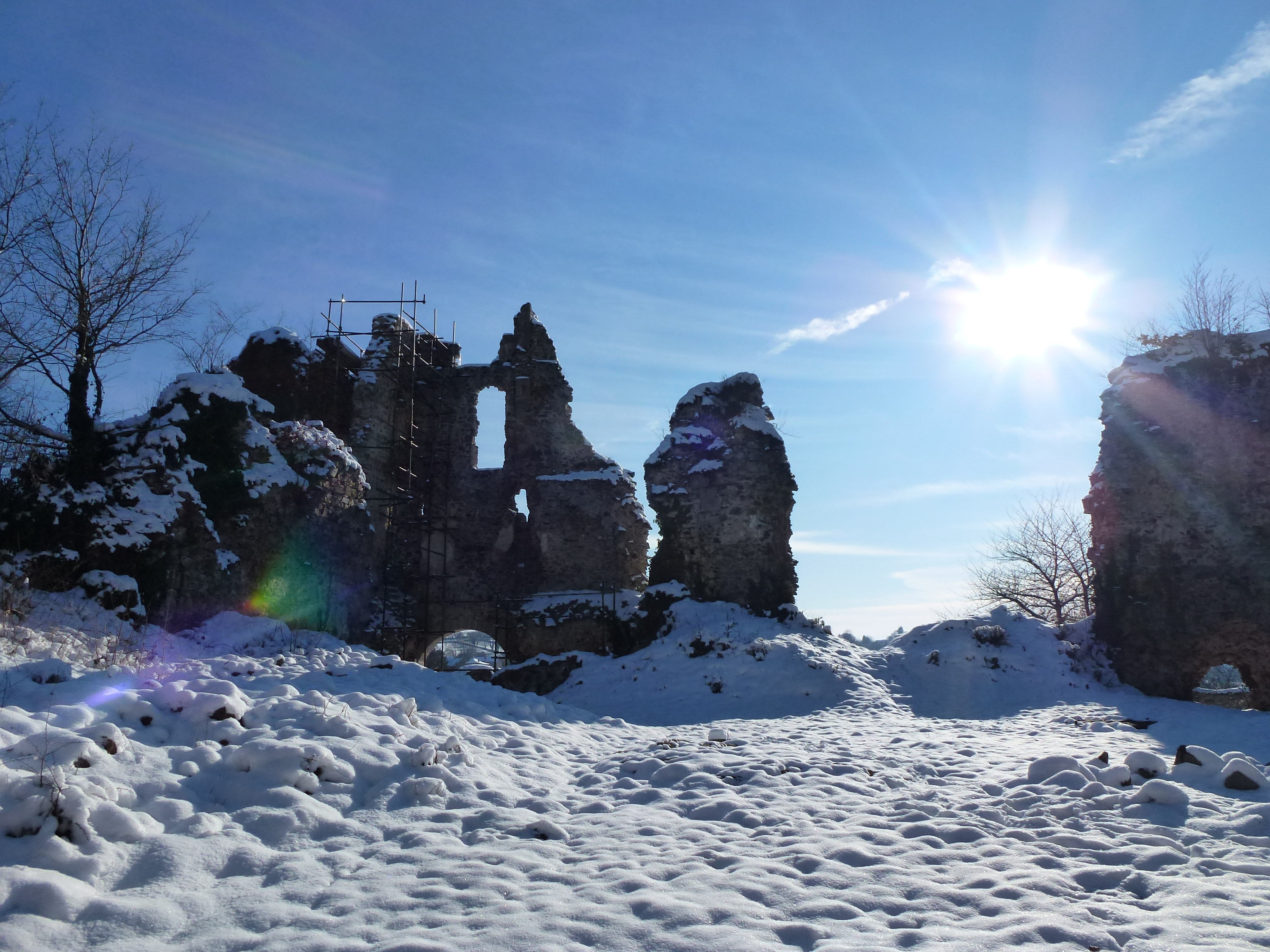

## Historique
Point clef entre l'Auvergne, le Forez et le Bourbonnais, Montgilbert est vraisemblablement construit par la famille de Saint-Gérand, vers 1250, sous le règne du roi Louis IX.
Vers 1280, il est acheté par la famille Aycelin de Montaigut, de riches bourgeois auvergnats qui seront anoblis par la suite.
Par mariage, le château passe à la famille de Vienne. Toutefois, de 1434 à 1439, pendant la guerre de Cent Ans, il est confisqué au profit de Rodrigue de Villandrando, mercenaire espagnol à la solde du roi Charles VII. Des modifications importantes (bastion, enceinte extérieure, rehaussement de la cour basse) y sont effectuées.
Pendant la Renaissance, Montgilbert passe à la famille de Saulx-Tavannes. Les guerres de Religion ensanglantent le pays, et le Bourbonnais est définitivement rattaché au royaume de France.
En 1611 la seigneurie de Montgilbert - Le Mayet est érigée en baronnie pour service rendu.
À partir de la fin du XVIIe siècle, les Saulx-Tavannes puis les des Bravards d'Eyssat Duprat délaissent Montgilbert au profit du château du Mayet-de-Montagne ; certaines parties du château sont alors abandonnées. Dans un état de ruine, le château est vendu comme bien national le 24 mai 1794 à la suite de l'émigration de son dernier propriétaire Étienne Marie des Bravards d'Eyssat Duprat. Au XIXe siècle, il sert de carrière de pierres aux habitants des alentours, ce qui ne fait qu’accélérer sa ruine.
En 1867, des bronzes gallo-romains avaient été découverts sur l’éperon où se dresse le château de Montgilbert. Ils avaient ensuite été dispersés, à l’issue d’un parcours tortueux. Une recherche en histoire des sciences, portant sur l’archéologie de la Montagne bourbonnaise au XIXe siècle, a permis en janvier 2025 de tous les localiser, et d’attribuer une provenance à deux d’entre eux. Un article relate leur histoire, de leur découverte à leur redécouverte.
Il a été inscrit aux monuments historiques par arrêté du 11 octobre 1930.

## Valorisation du patrimoine
Une association de sauvegarde du site a été créée en 1974, à la suite de quelques premiers travaux effectués en 1973. Cette association est toujours active (2025) et organise chaque année des chantiers de bénévoles. Cette association est affiliée à l’Union Rempart.

## Légendes
De nombreuses légendes sont associées avec le château de Montgilbert.
On peut citer :
- La légende du Sire Démoniaque[6] :

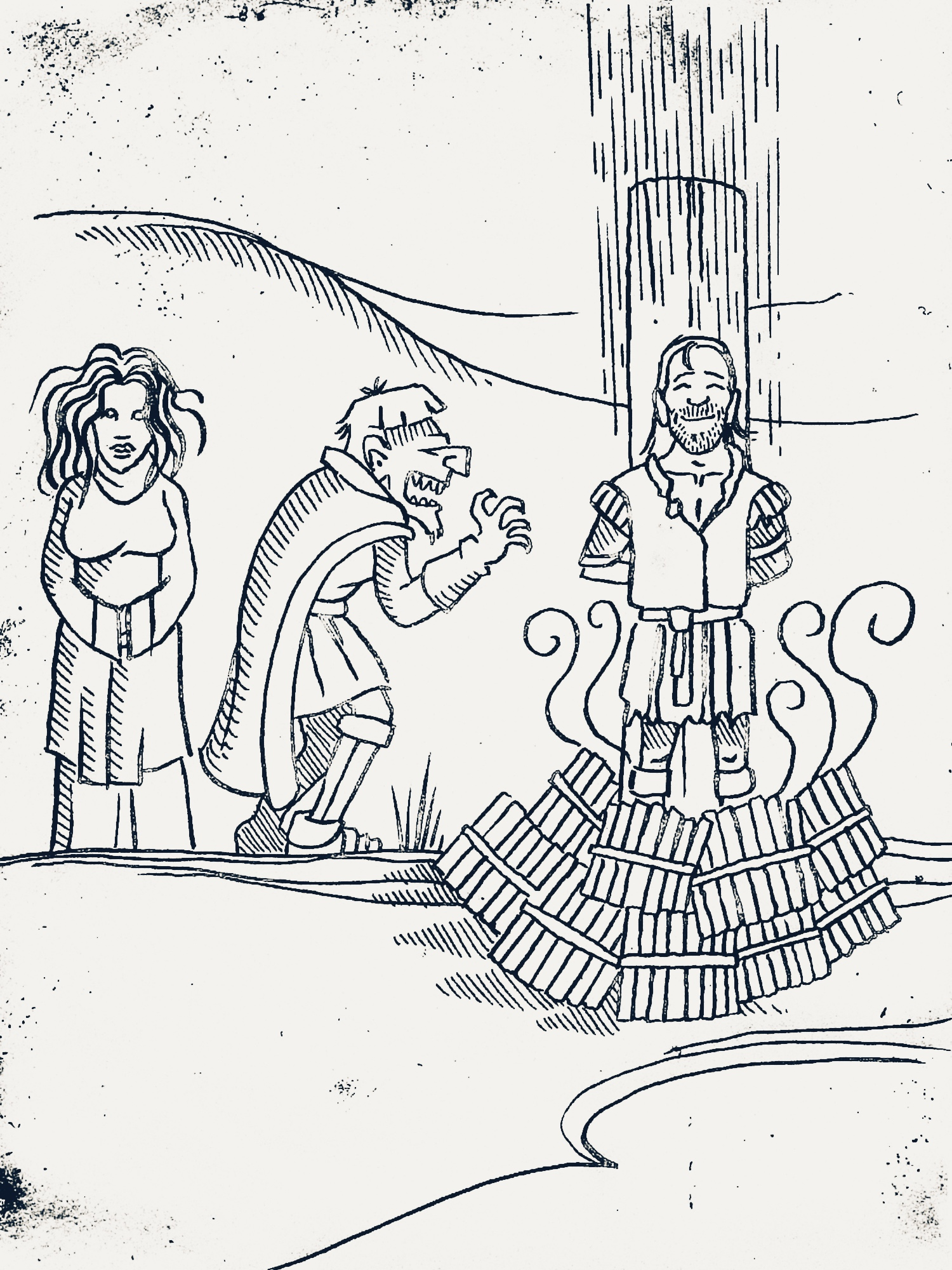
La légende du Sire Démoniaque.

Une légende raconte qu’au XVe siècle le château avait pour seigneur un être maléfique. Il terrorisait la population faisant le mal autour de lui. Un beau jour, il accueillit chez lui un jeune mendiant prénommé Brice. Une fois au château, le seigneur du mal s’amusa à torturer son invité. Mais ce dernier souriait quel que soit les supplices. De colère, le bourreau le fit mettre au bûcher. Le condamné souriait encore plus malgré le départ des flammes. Tout à coup, un torrent de pluie tomba sur le mendiant, éteignant le feu. Et au même instant une faille s’ouvrit dans le sol engloutissant le suppôt de Satan…
- Le duel des colosses[7] :

Deux seigneurs de Montgilbert s'en allèrent piller sans aucune résistance le bétail et les terres d'Isserpent. À leur retour, non loin du château, ils se disputèrent pour le butin. L'un des deux tua l'autre, et d'orgueil appela le diable. C'est alors que vint de la forêt un chevalier en armure noire provoquant le seigneur survivant en duel. Le combat fut rapide et le chevalier était tellement puissant qu'il tua le seigneur d'un coup juste avant de disparaître.
- Les jeux cruels[6] :

Les seigneurs de l'époque aimaient faire du mal, par exemple, la légende raconte qu'ils invitèrent tous les plus beaux jeunes gens des environs pour danser. Alors que l'ambiance était bonne, le seigneur obligea ses invités à danser pieds nus sur des charbons ardents. Un autre jour, ils s'ennuyaient tellement qu'ils mirent un paysan et un taureau dans un trou pour voir qui d'entre l'homme ou la bête allait mourir en premier.

## Informations complémentaires
La base Mérimée du ministère de la Culture mentionne la découverte de bronzes gallo-romains en 1867 sur le site du château et affirme la présence antérieure d'un castrum sur la colline. Selon le musée de la civilisation gallo-romaine de Lyon, une seule pièce - une œnochoé (registre E 42, numéro d’inventaire BR. 195) - a été découverte, à un emplacement non précisé. Par ailleurs, les travaux menés par l'association n'ont mis au jour aucune structure architecturale antérieure au Moyen Âge. Les informations de la base Mérimée doivent donc être regardées avec circonspection.